# 디바이드 (영화)
《디바이드》(영어: The Divide)는 2011년 공개된 미국의 종말물 SF 공포 영화이다.
2011년 3월 13일 사우스 바이 사우스웨스트 영화제에서 전 세계 최초로 상영되었으며, 앵커 베이 필름스를 통해 2012년 1월 13일 미국에서 개봉했다.

## 줄거리
핵폭발로 뉴욕이 폐허가 되자 아파트 주민들은 대피하려다 추가 폭발로 지하 방공호에 갇히게 된다. 간신히 방공호에 들어온 8명의 주민들, 즉 이바와 남자친구 샘, 조시와 그의 형 에이드리언, 조시의 친구 보비, 매릴린과 딸 웬디, 그리고 델빈은 관리인 미키가 문을 봉쇄하며 외부와 단절된다. 좁은 공간에서 미키가 권력을 휘두르며 갈등이 시작된다.
어느 날 방호문이 강제로 열리고 생화학 방호복을 입은 정체불명의 군인들이 들이닥쳐 웬디를 납치해간다. 조시는 데블린과 미키가 그중 셋을 죽이면서 습득하게 된 군복을 입고 웬디를 찾아 나섰다가, 외부가 실험실과 연결되어 있고 웬디를 비롯한 아이들이 감금된 것을 발견하지만 군인에게 발각돼 호흡 장치를 뜯겨 공기에 노출되면서 도망쳐온다. 군인들은 방공호 문을 용접해 봉쇄하고, 방사능에 노출된 조시는 점점 병들어간다. 이바는 기댈 수 없는 샘 대신 에이드리언과 가까워진다.
시간이 흐르면서 방공호 내부는 더욱 혼란스러워진다. 자원 부족으로 사람들은 점차 이성을 잃고, 조시는 폭력적으로 변한다. 델빈은 미키가 세이프룸에 독점한 자원을 모아뒀다는 의혹을 품고 급기야 격투를 벌이고, 미키가 델빈을 쏴죽인다. 조시와 보비는 미키를 고문해 미키의 세이프룸 비밀번호를 알아내려 한다. 이바는 폭력적인 상황을 막으려 하지만 조시는 자신이 이바의 몸을 원함을 분명히 한다. 점점 불안정한 상황 속에서 이바는 미키로부터 정화조를 통해 하수구로 탈출할 수 있다는 정보를 듣는다.
조시와 보비의 폭력은 극에 달하고, 둘은 매릴린을 때려 죽인다. 부서진 문 때문에 이들은 방사능에 노출되었고, 이바는 탈모가 시작되자 방공호가 더 이상 안전하지 않다는 것을 깨닫는다. 이바는 미키가 숨겨둔 총을 찾으려 하지만 실패하고, 대신 샘이 총을 찾아낸다. 그러나 샘은 총을 넘겨주는 대신 질투심에 에이드리언을 쏜다.
조시가 샘을 폭행한 뒤 보비는 조시에게 총을 겨누지만 이바가 보비를 죽인다. 이바는 미키를 풀어주고, 미키는 조시를 쏜다. 죽어가는 조시가 오일 램프을 부수면서 방공호에 불이 난다. 미키와 샘이 불을 끄려고 애쓰는 사이 이바는 방호복을 입고 세이프룸으로 들어가 문을 잠그고 불타는 방공호에 둘을 남겨두고 정화조를 통해 탈출한다.
마침내 이바는 파괴된 도시의 잔해 속에 홀로 남겨진다.

## 출연진
- 로런 저먼 - 이바 역
- 마이클 빈 - 미키 역
- 마일로 벤티밀리아 - 조시 역
- 코트니 B. 밴스 - 델빈 역
- 애슈턴 홈스 - 에이드리언 역
- 로재나 아켓 - 매릴린 역
- 이반 곤살레스 - 샘 역
- 마이클 에클런드 - 보비 역
- 애비 식슨 - 웬디 역
- 제니퍼 블롱크 - 리즈 역

## 기타 제작진
- 총괄 제작: 제이미 카마이클, 케빈 이와시나, 보비 슈워츠, 샤일 샤, 카일 딘 잭슨, 크리스 아우윙가
- 배역: 린지 헤이스 크로거
- 미술: 토니 노블
- 의상: 메리 하이드커
- 특수 분장: 스티븐 커스탠스키, 케빈 카터